# 사체액설
사체액설(四體液說, 영어: Humor theory)은 고대 그리스와 로마시대 의사들과 철학자들이 주장하던 인체의 구성 원리이다. 히포크라테스가 의학적 치료원리로 주장했으며,  혈관계에 대한 연구가 진행된 9세기가 되기 전까지 가장 영향력있는 의학 이론이었다. 르네상스 이후 해부학이 발전한 16세기~18세기 들어 이러한 액체병리학은 쇠퇴되었다. 그러나 역사적으로  그리스의  엠페도클레스및  히포크라테스가 발전시킨 4체액설은  2000년 전  당시 모든 질병이라는 결과에는 이를 야기하는 원인이 있으며 이를 액체의 변화에서 찾는 일종의 액체병리학 이론은 질병이 죄를 지어서 생기는 것이거나 주술로 이를 치료하는 것이 아니라 신체의 변화 때문에 생긴다는 가설을 세워 인류 최초로 질병의 원인을 이성적으로 설명해보려 했다는점이 이후 인류가 질병에 대한 과학적 접근의 길을 열었다는 점에서만큼은 중요한 업적으로 평가받는다.

## 개요

4원소와 4 체액설

기본적으로 인간의 몸이 네 가지의 체액으로 차 있으며, 체액들 사이의 균형이 맞으면 건강한 상태라고 생각했다. 모든 병과 심신의 장애는 체액들 중 하나라도 모자라거나 넘치는데에서 발생한다고 주장했다. 네 가지 체액은 다음과 같다.
- 혈액 (血液, blood)
- 점액 (粘液, phlegm)
- 황담즙 (黃膽汁, yellow bile)
- 흑담즙 (黑膽汁, black bile)

이것은 각각 사계절과 네 가지 원소(공기, 물, 불, 흙)에 대응된다.
- 다혈질 (多血質, sanguine temperament)
- 점액질 (粘液質, phlegmatic temperament)
- 담즙질 (膽汁質, choleric temperament)
- 우울질 (憂鬱質, melancholic temperament)

한편 서로 대칭되는 한 쌍의 체액이 전체적인 불균형을 야기해서 병이된다는 이러한 이론은 혈액은 심장, 점액은 뇌, 담즙은 담낭, 물은 지라에서 만들어진다고 추측하였으며 이처럼 각각 만들어지는 관련 장기들은 음식물을 섭취해 영양분을 계속 공급하는 것이 중요하다고 생각했다. 질병은 체액이 모자라거나 넘치는 경우로 이는 영양분이 새로이 공급되지 못한 경우나 몸이 외부로부터 데미지를 입거나 피로해진 경우 또는 주변환경의 변화로 체액이 건조해지나 심하게  변한 경우 생긴다고 여겼다.

## 같이 보기
- 고대 원소
- 미타마
- 오행